# ماركوس باريرا
ماركوس باريرا (بالإسبانية: Marcos Barrera)‏ (2 مارس 1984 في الأرجنتين - ) هو لاعب كرة قدم أرجنتيني في مركز الدفاع. لعب مع ذي سترونغيست وغودوي كروز ونادي خورخي ويلسترمان وديبورتيفو مانيسيبال ‏ وUniversitario de Sucre ‏ وClub 2 de Mayo ‏ والنادي الرياضي بكالوني وديبورتيس إيكيكي.

## وصلات خارجية
- ماركوس باريرا على موقع قاعدة بيانات كرة القدم.إي يو (الإنجليزية)
- ماركوس باريرا على موقع Soccerway.com (الإنجليزية)